# Knopig doornzaad
Knopig doornzaad (Torilis nodosa) is een eenjarige plant, die behoort tot de schermbloemenfamilie (Apiaceae). De soort komt van nature voor in West- en Zuid-Europa, Zuidwest-Azië en Noord-Afrika. Vandaar uit is de soort verspreid naar Noord-Amerika en Australië. Knopig doornzaad staat op de Nederlandse Rode lijst van planten als een soort die in Nederland vrij zeldzaam en matig afgenomen is. Het is er vooral een plant van de kuststreek. Het aantal chromosomen is 2n = 22 of 24.
De plant wordt 5-40 cm hoog met op de grond liggende of opstijgende, ruw behaarde, gevulde stengels. De eveneens sterk aanliggend behaarde bladeren zijn één- of tweevoudig geveerd met veerspletige blaadjes.
De plant bloeit van april tot in augustus met wit-rode, 1 mm grote bloemen, die in zeer kleine, zijdelingse, bijna zittende, kluwenvormige en armbloemige schermen  met twee of drie stralen zitten. De kroonbladen zijn korter dan de kelkstekels. De omwindselbladen ontbreken.
De  2,5-3,5 mm lange, tweedelige splitvrucht is in vooraanzicht elliptisch. De naar buiten gerichte deelvrucht is dicht bezet met lange stekels en de binnenste deelvrucht heeft een wrattig oppervlak met aan de top enkele stekels.

## Voorkomen
Knopig doornzaad komt voor op matig droge tot vochtige, voedselrijke, kalkrijke, vaak brakke kleigrond in grasland, bermen en braakliggende grond en op dijken.

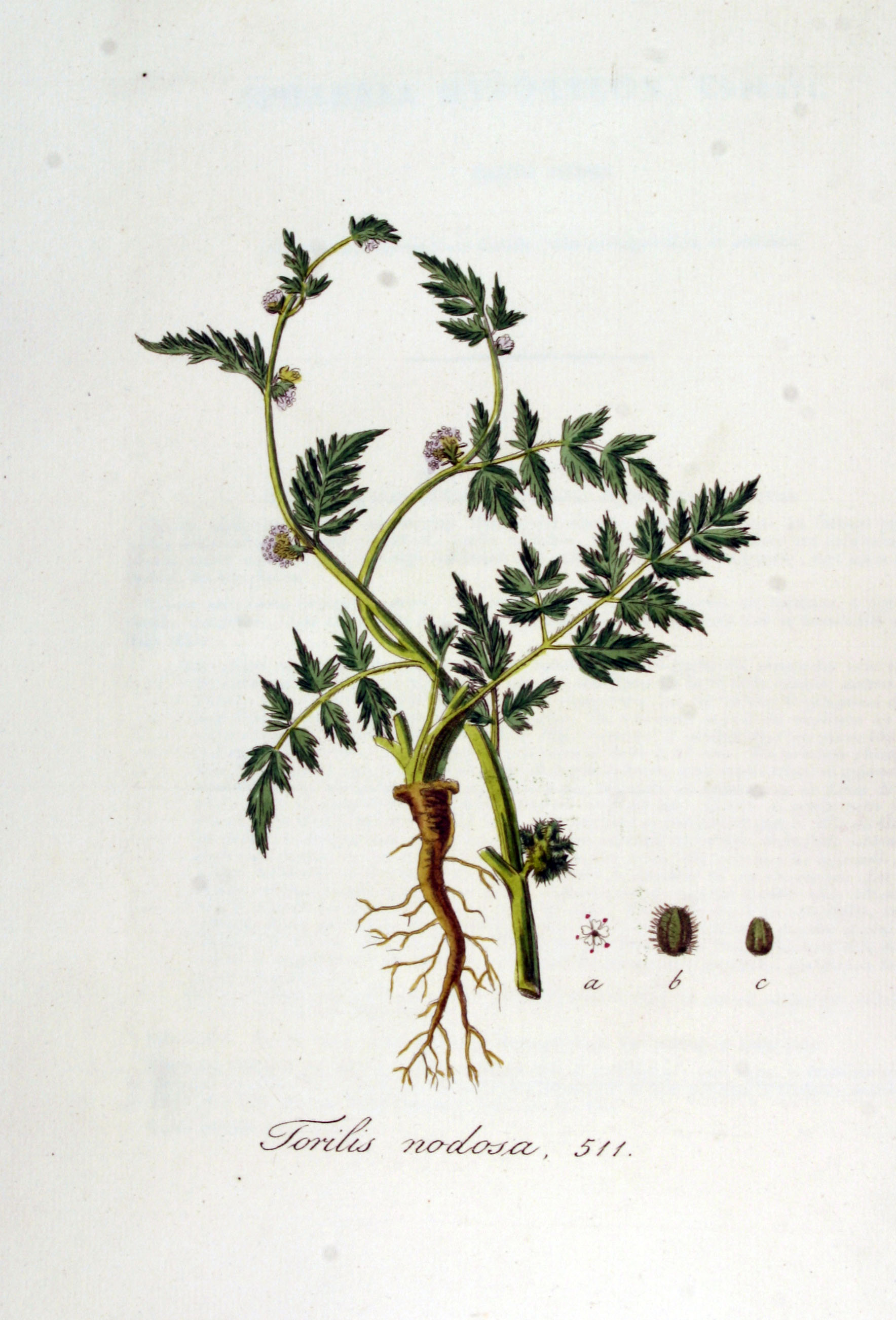
Flora Batava
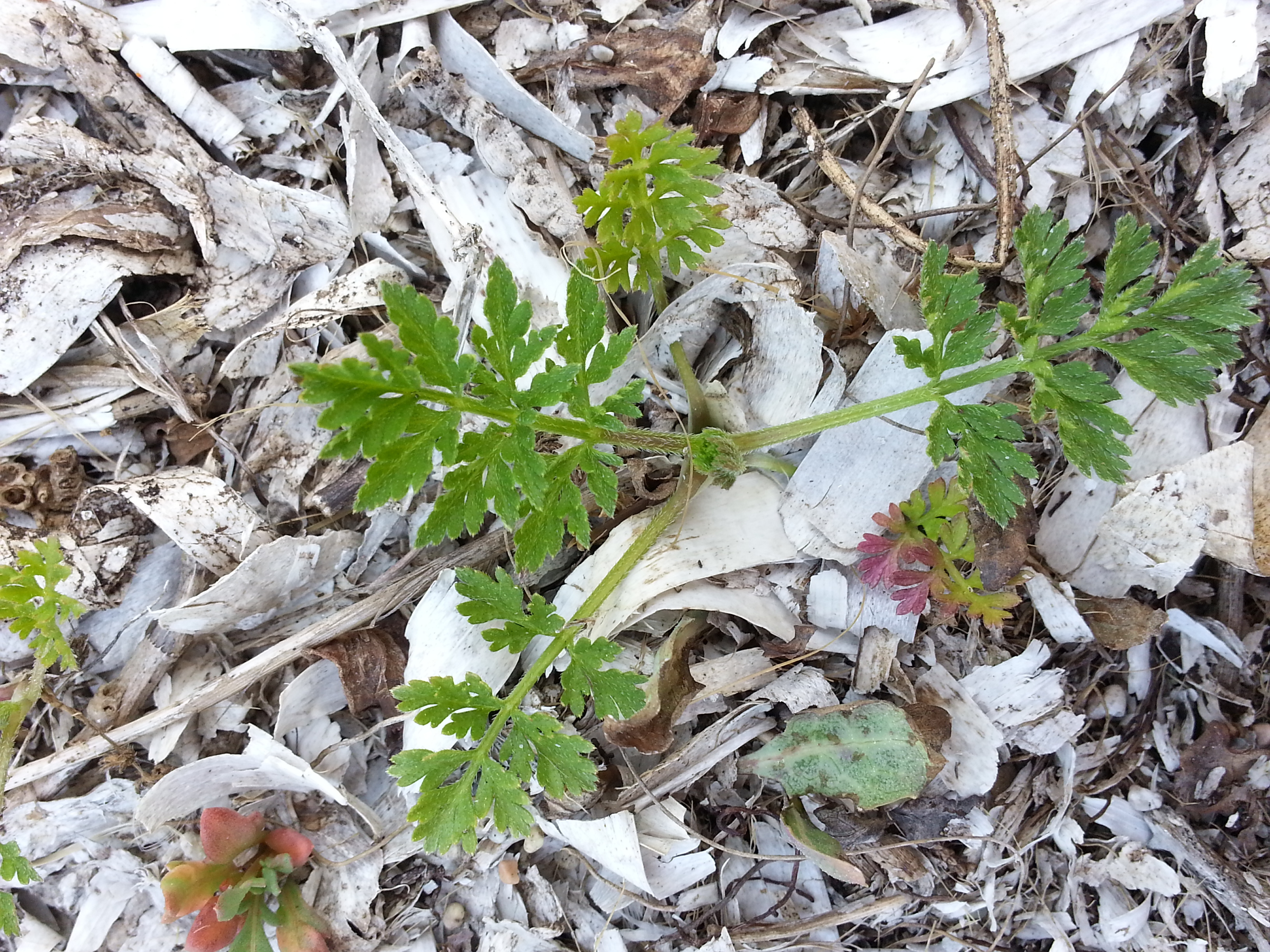
Plant
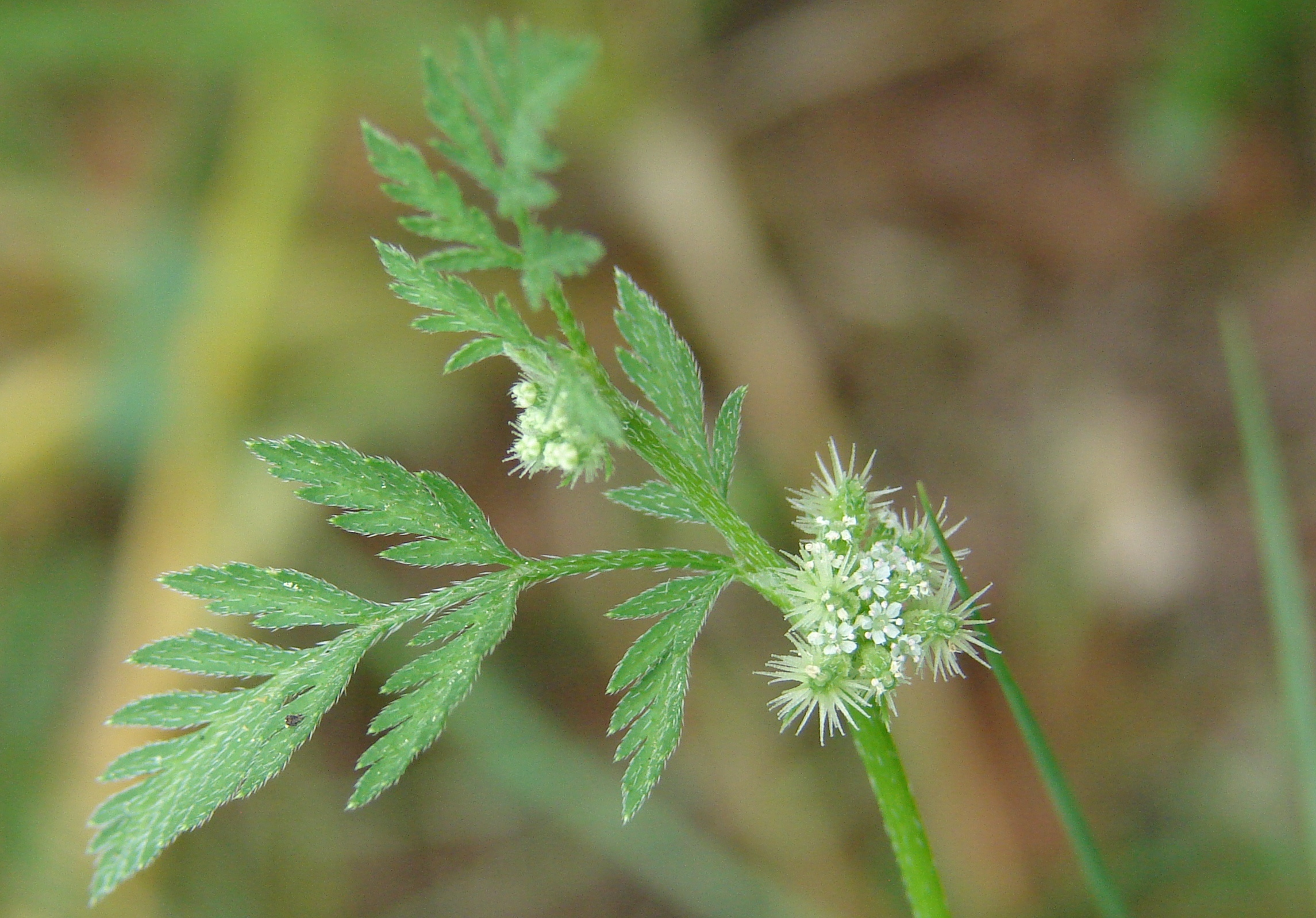
Bloemen
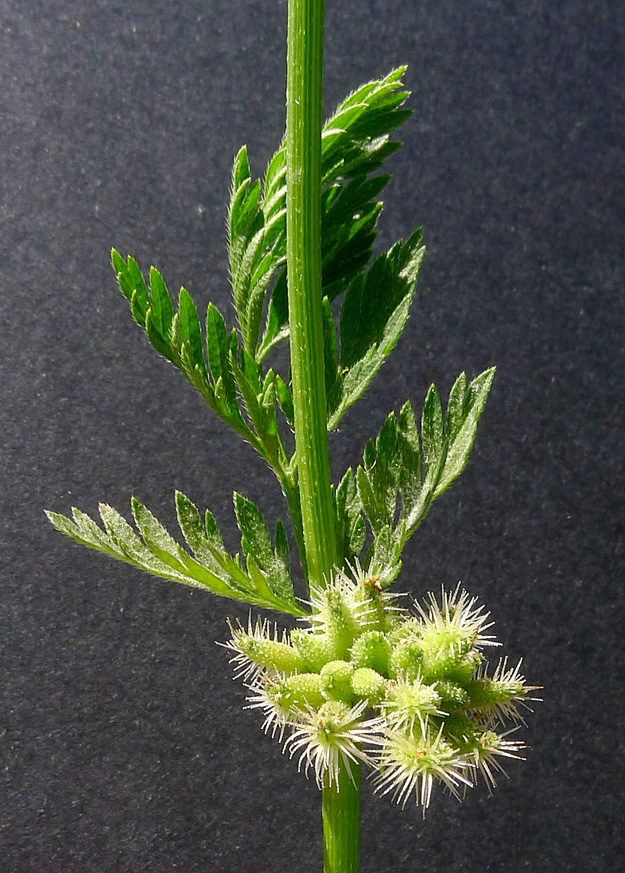
Vruchten